# Bogotás metro

Linjekarta:
Första linjen (under uppförande)
Andra linjen (i planeringsstadiet)

Bogotás metro är en tunnelbana i Colombias huvudstad Bogotá som är under byggnation sedan 2020. Den beräknas vara i drift 2028.Den kommer preliminärt bestå av en linje på 24 km med 29 stationer, och är avsedd för att supplera bussystemet TransMilenio. Projektet beslutades i augusti 2009, men kom på bordet redan på 1950-talet, då spårvägssystemet lades ner.